# AViiON
AViiON was een serie computers die ontworpen, geproduceerd en verkocht werd door Data General van 1989 tot 2001. De eerste generatie AViiON-modellen gebruikten de Motorola 88000-architectuur, de tweede generatie was Intel-gebaseerd. Sommige modellen van de tweede generatie draaiden Windows NT, terwijl de duurdere machines DG/UX draaiden, de Unix-variant van het bedrijf.

## Geschiedenis
Data General had gedurende het grootste deel van zijn geschiedenis de strategie van DEC gekopieerd met concurrerende (maar in de geest van die tijd incompatibele) minicomputers met een betere prijs/prestatieverhouding. In de jaren tachtig belandde Data General echter in een neerwaartse spiraal. Met de komst van de IBM PC en de toenemende prestaties van standaard microprocessors was de markt voor minicomputers tegen het einde van het decennium zo goed als verdwenen en betaalden de kosten voor het ontwikkelen van een op maat gemaakte minicomputer zichzelf niet langer terug. Een betere oplossing was om standaard microprocessors te gebruiken, maar ze op zo'n manier samen te voegen dat ze betere prestaties boden dan een standaard machine kon bieden.
Met de AViiON-lijn verlegde Data General zijn focus van een puur gepatenteerde minicomputerlijn naar de opkomende Unix-servermarkt. De nieuwe lijn was gebaseerd op de Motorola 88100, een krachtige RISC-processor met ondersteuning voor multiprocessing en een bijzonder elegante architectuur. De machines draaiden een System V Unix-variant die bekendstaat als DG/UX en grotendeels ontwikkeld werd in de Research Triangle Park-faciliteit van Data General. DG/UX draaide eerder al op de Eclipse MV-familie van 32-bits minicomputers van het bedrijf, maar slechts in een zeer ondergeschikte rol ten opzichte van Data General's eigen besturingssystemen AOS/VS en AOS/VS II. Ook draaiden sommige AViiON-servers uit die tijd het gepatenteerde besturingssysteem Meditech MAGIC.
In de zomer van 1989 werden de eerste AViiON-systemen geïntroduceerd: een workstation in een pizzaboxbehuizing (codenaam "Maverick") en een server in zowel een deskside als een rackmount-variant (codenaam "Topgun"). Er volgden snellere en krachtiger versies, die culmineerden in de 16-CPU AV/9500-server en vervolgens de 32-CPU AV/10000-server in 1995. De AV/10000 was Data General's eerste implementatie van een Non-Uniform Memory Access (NUMA)-ontwerp. Werkstations bleven nog een tijdlang deel uitmaken van de lijn, maar de nadruk verschoof steeds meer naar servers.
In 1992 trad Motorola toe tot de AIM-alliantie om 'afgeslankte' versies van het IBM POWER CPU-ontwerp te ontwikkelen tot een single-chip CPU voor desktopmachines, ten koste van de 88000 die geschrapt werd. Om deze reden stopte Data General met de samenwerking met Motorola en besloot in plaats daarvan zijn inspanningen af te stemmen op x86-architectuur van Intel.
Dit resulteerde in een tweede generatie AViiON-systemen die eerst gebaseerd waren op de Pentium en later op snellere Pentium Pro, Pentium II en Pentium III Xeon CPU's. Deze meer gestandaardiseerde hardware-aanpak leidde er ook toe dat Data General NUMA-servers ontwikkelde die een Scalable Coherent Interconnect (SCI) toevoegden aan de standaard x86-moederborden van Intel. Sequent Computer Systems, nu onderdeel van IBM, volgde destijds een soortgelijke strategie. De AV 20000 (codenaam "Audubon") maakte op deze manier verbinding met 32 Pentium Pro-processors. De latere AV 25000 (codenaam "Audubon 2") breidde dit uit tot 64 Pentium II (later Pentium III) Xeons.
Door de groeiende populariteit van Windows NT voegde Data General ook Windows toe aan de lijst van gesupporteerde besturingssystemen voor zijn AViiON x86-lijn. Dat leverde uiteindelijk een aanzienlijk percentage van de inkomsten op aan de kant van de instapmodellen, met name bij bestaande Data General-klanten die besloten hadden om over te stappen op NT. Aan de kant van de high-endmodellen had Windows NT op dat moment echter niet de nodige processor- en geheugenoptimalisaties om hoge prestaties te bereiken op NUMA-servers.
Rond dezelfde tijd werkte Data General ook agressief aan een "industriestandaard" Unix-besturingssysteem, samen met Santa Cruz Operation en anderen. Dit kwam echter nooit tot stand en uiteindelijk eindigden de NUMA-servers van Data General als de zoveelste grote propriëtaire Unix-servers in een tijd dat de industrie zich verenigde rond de Unix-machines van slechts een paar grote leveranciers: Compaq, HP, IBM en Sun Microsystems.
In 1999 werd Data General overgenomen door EMC Corporation. Twee jaar later schrapte EMC de AViiON-lijn.

## Trivia
De naam "AViiON" wordt vaak gezien als een anagram van "Nova II", waarbij de Nova een van de meest succesvolle producten van Data General was. Aangezien vroege codenamen voor Eclipse-systemen "The Bird" en "The Big Bird" omvatten, leek een verwijzing naar vliegen gepast. Een van de voorstellen was "Avion" (het Franse woord voor "vliegtuig"), maar dat kon niet als handelsmerk geregistreerd worden. In die tijd hadden twee Europese bedrijven een nomenclatuur gecreëerd met herhaalde klinkers: Baan en BiiN. Avion werd aangepast door de 'i' te herhalen en de rest van het woord in hoofdletters te zetten als AViiON.
Het gebruik van de "ii" werd verder doorgevoerd voor de CLARiiON en de THiiN Line.